# Distrito de Changlang
Changlang (en panyabí; ضلع چھنگلانگ) es un distrito de India en el estado de Arunachal Pradesh. Código ISO: IN.AR.CH.
Comprende una superficie de 4 662 km².
El centro administrativo es la ciudad de Changlang.

## Demografía
Según censo 2011 contaba con una población total de 147 951 habitantes.